# Eurorégion Tyrol-Haut-Adige-Trentin
Le GECT Eurorégion Tyrol-Haut-Adige-Trentin, en italien Euregio Tirolo-Alto Adige-Trentino et en allemand Europaregion Tirol-Südtirol-Trentino, est un groupement européen de coopération territoriale créé le 13 septembre 2011.

## Vue d'ensemble
Les frontières de l'association correspondent à l'ancien comté princier du Tyrol, une terre de la couronne de la monarchie des Habsbourg (y compris les anciens évêchés princiers de Trente et de Brixen) qui, pendant des siècles, a façonné la vie dans la région alpine. Cortina, Livinallongo, Colle Santa Lucia, Pedemonte, Valvestino et Magasa ont été exclus de l'association en raison d'un changement de province par les fascistes, mais ils ont voté en 2007/2008 pour revenir aux provinces du Tyrol du Sud/Trentin, ce qui n'a pas encore été approuvé par la législature italienne à Rome. Première Guerre mondiale, la région a conservé une grande partie de son intégrité culturelle grâce à son attachement traditionnel à la terre et à un profond désir d'autonomie de part et d'autre de la frontière. Les liens culturels, sociaux et économiques de longue date, ainsi que la reconnaissance d'intérêts convergents fondés sur son rôle traditionnel de pays de transit et ses conditions environnementales largement identiques dans les Alpes orientales, ont conduit à la création de l'Eurorégion par les trois provinces en 1998. L'Autriche est un pays d'Europe centrale et orientale. 
Sur le plan linguistique, la population du Tyrol autrichien est germanophone, tandis que l'écrasante majorité des habitants du Trentin est italophone. Dans le Tyrol du Sud, environ deux tiers des habitants sont de langue maternelle allemande et un quart de langue italienne. Dans l'ensemble, 62 % des habitants de l'Eurorégion sont germanophones et 37 % italophones. Environ 1 % de la population totale de l'Eurorégion parle le ladin comme langue maternelle, ce groupe étant principalement originaire du Tyrol du Sud, mais aussi du Trentin et de Belluno. 

## Sources

## Compléments